# Oxuderces
Genre
Oxuderces est un genre de poissons regroupant 2 des nombreuses espèces de gobies.

## Liste des espèces
Selon World Register of Marine Species (17 déc. 2015) et ITIS (17 déc. 2015) :
- Oxuderces dentatus Eydoux & Souleyet, 1850
- Oxuderces wirzi (Koumans, 1937)